# Violetta Kołakowska
Viola Kołakowska (ur. 13 lipca 1977 w Chorzowie jako Wioletta Kołek) – polska celebrytka, aktorka niezawodowa i modelka.

## Życiorys
Urodziła się 13 lipca 1977 w Chorzowie. Jest bratanicą Romana Kostrzewskiego.
Zadebiutowała jako modelka w połowie lat 90. XX wieku. Najczęściej prezentowała kolekcje Teresy Rosati i Hexeline. Pod koniec lat 90. debiutowała jako aktorka, grała głównie epizodyczne role w filmach, takich jak Egoiści (2000) czy Dzień Świra (2002). W 2000 wystąpiła w spektaklu Teatru Telewizji Temida jest kobietą, czyli historie zapożyczone od Guy de Maupassanta Tomasza Wiszniewskiego.
W 2009 była stylistką programu śniadaniowego Dzień dobry TVN, wspólnie z Ewą Krajewską przygotowywała cykl reportaży pt. „Moje ciuchy: metamorfoza...”.
W 2017 zagrała w spektaklu Byk Ferdynand w reżyserii Tomasza Karolaka w warszawskim Teatrze IMKA. W 2019 zajęła trzecie miejsce w czwartej edycji programu Agent – Gwiazdy.

## Życie prywatne
W latach 2006–2017 pozostawała w związku z aktorem Tomaszem Karolakiem, z którym ma córkę Lenę (ur. 2007) i syna Leona (ur. 2013).
W 2020 zdobyła zainteresowanie medialne poprzez powielanie teorii spiskowych, jakoby pandemia COVID-19 była jedynie wymysłem mediów mainstreamowych i zorganizowanym spiskiem jako przykrywka wojny przeciwko ludziom.

## Filmografia

### Filmy fabularne
- 1998: Billboard jako modelka z reklamówki
- 2000: Egoiści jako Luba, prostytutka na wieczorze kawalerskim „Młodego”
- 2000: Córka konsula (tyt. oryg. Gunblast vodka) jako striptizerka
- 2001: Quo vadis jako niewolnica Petroniusza
- 2002: Dzień świra jako dziewczyna reklamująca „antyprykator”
- 2002: Julia wraca do domu jako martwa kobieta
- 2003: Siedem przystanków na drodze do raju jako Honorata, Panna Młoda
- 2004: Mało upalne lato jako Literatka
- 2006: Samotność w sieci jako Jennifer
- 2009: Miłość na wybiegu
- 2017: Listy do M. 3 jako kobieta w parku
- 2018: Planeta singli 2 jako Doula, asystentka Panira

### Seriale telewizyjne
- 1999: Rodzina zastępcza jako Julia (odc. 6)
- 1999–2000: Trędowata jako Melania Barska (odc. 1, 3–4, 12–15)
- 2001: Graczykowie, czyli Buła i spóła jako Beata, dziewczyna „Buły” (odc. 2, 10, 19, 26)
- 2001: Zostać miss jako Sandra Bonecka, uczestniczka konkursu, I Vicemiss Venus
- 2002: Quo vadis jako niewolnica Petroniusza
- 2002; 2003: Szpital na perypetiach jako rentgenolog (odc. 4–5, 7, 12–14, 20); radiolog Agnieszka (odc. 25, 28)
- 2003; 2004, 2007: Daleko od noszy jako radiolog (odc. 2, 10); Beata, doktor „Rentgen” (odc. 14, 17–19, 24, 107–108, 112, 115)
- 2003: Zostać miss 2 jako Sandra Bonecka, uczestniczka konkursu „Miss Desperado”
- 2004: Dziupla Cezara jako Ula, narzeczona Holtzmana (odc. 3)
- 2005: Kryminalni jako policjantka Olga Rojewska, partnerka Grudzińskiego (odc. 33–34)
- 2006: Samotność w sieci jako Jennifer
- 2009: 39 i pół jako cyganka (odc. 21)
- 2012: Na dobre i na złe jako Greta Kowalczuk (odc. 479)
- 2012; 2013: Rodzinka.pl jako mama na meczu hokejowym (odc. 78); Marianna, mama Krystiana (odc. 93)
- 2013: Szpital jako ona sama (odc. 63)
- 2014: Baron24 jako Gabrysia Trzaskalska (odc. 24, 26)
- 2017: Na Wspólnej jako Kamila Małecka (odc. 2573, 2580, 2594) (wcześniej wystąpiła również w roli koleżanki)
- 2019: Lepsza połowa jako Viola (odc. 6, 16)
- 2019: 39 i pół tygodnia jako koleżanka Marty (odc. 8)

## Programy telewizyjne
- 2019: Agent – Gwiazdy – uczestniczka programu; zajęła trzecie miejsce

## Teatr
- 2000: Temida jest kobietą, czyli historie zapożyczone od Guy de Maupassanta jako Kurtyzana, spektakl Teatru Telewizji
- 2017: Byk Ferdynand, Teatr IMKA w Warszawie

## Sesje
Modelka pozowała nago do polskich czasopism:
- lipiec 2000 „CKM”
- kwiecień 2001 polska edycja „Playboya” (nr 101)